# Selenia nigrolineata
Selenia nigrolineata là một loài bướm đêm trong họ Geometridae.